# Julia Gama
Julia Weissheimer Werlang Gama (Porto Alegre, 18 de maio de 1993) é uma atriz, modelo e rainha de beleza brasileira.
No Miss Mundo 2014, realizado em Londres, ela ficou em 6º lugar na classificação geral preliminar.  Se tornou a vice-campeã do Miss Universo 2020, realizado em Hollywood.

## Biografia
Fora ao português, Julia é poliglota e fala fluentemente, o inglês, espanhol e o mandarim. Antes de se dedicar aos concursos de beleza, Julia cursou três anos de engenharia química na Universidade Federal do Rio Grande do Sul.
Em 2015, ela trabalhou como uma modelo na cidade de Santa Cruz de la Sierra, que está localizada na Bolívia.
Após participar do Miss Mundo, Gama se mudou para a China, onde trabalha como uma atriz e modelo.

## Concursos de belezas

### Miss Brasil
Em 2012, Gama venceu o concurso gaúcho A Mais Bela Gaúcha, o que lhe deu o direito de representar o estado no Miss Brasil (versão Miss Mundo), que ela também venceu. Com isto, ela ganhou como prêmio principal a participação no Miss Mundo 2014, onde ficou no Top 10.
Em agosto de 2020, Julia foi escolhida a Miss Brasil 2020, versão Miss Universo. Ela foi apontada pela organização nacional sem concurso devido à medida de distanciamento social, em vigor por causa da Pandemia de COVID-19, e com isto ganhou a chance de ir ao Miss Universo 2020.

### Miss Mundo 2014
Em Londres, na capital da Inglaterra, Julia ficou por quase um mês competindo e participando do Miss Mundo 2014, onde ficou em 5º lugar na classificação geral preliminar, acabando, no entanto, na final, no Top 11. Neste concurso ela ganhou o prêmio especial de "Beleza com Propósito", que premia os melhores projetos sociais, juntamente com as representantes de Guiana, Índia, Indonésia  e Quênia.

### Miss Universo 2020
Em maio de 2021, duas semanas antes do Miss Universo 2020, ela viajou para o México para cumprir quarentena de quatorze dias devido a Pandemia de COVID-19, uma vez que a entrada para viajantes vindos diretos do Brasil estava proibida nos Estados Unidos. Depois deste prazo, ela viajou para Hollywood, para participar das atividades do concurso e na noite final, que aconteceu no dia 16 de maio de 2021, ela acabou ficando em 2º lugar, atrás apenas da campeã da edição, a representante mexicana chamada Andrea Meza.

## Carreira após os concursos

### Na televisão
Pouco dias depois do Miss Universo 2020, Gama foi jurada do quadro Dança dos Famosos, um quadro do Domingão do Faustão, exibido pela TV Globo.
Em julho de 2021, foi anunciado que ela havia sido contratada para fazer parte do programa Faustão na Band.
Mas no final de outubro de 2021, Gama anunciou oficialmente que o compromisso havia sido cancelado de comum acordo por ela ter pouco tempo livre para se dedicar ao projeto. Boatos, no entanto, indicavam que ela poderia ter sido contratada para participar do Big Brother Brasil 22.
Em maio de 2022, foi confirmada como uma das participantes de La Casa de los Famosos , da Telemundo, onde após 35 dias foi eliminada.
Em junho de 2023, atuou em um episódio de Amores que enganam . Em 26 de junho de 2023, ela foi confirmada para outro programa da mesma emissora, Los 50.
Julia Gama cobriu a final do Miss Universo 2023 para a Telemundo Internacional no dia 18 de novembro de 2023 em San Salvador.

### Polêmica: o "desconvite" para coroar sua sucessora
No dia 04 de novembro de 2021, Julia Gama revelou em suas redes sociais oficiais que a Organização Miss Universo Brasil havia cancelado o convite para que ela coroasse a sua sucessora no evento final do Miss Brasil 2021, que aconteceria no dia 06 seguinte, o que iniciou uma polêmica. Segundo Gama:
"Esta foi a decisão da Organização do Miss Universo Brasil, que após haver formalmente me convidado para participar do evento, há poucos dias me enviou um novo e-mail dispensando minha presença. Como eles não deram explicações do porquê de tal decisão me resta respeitar a decisão deles mesmo sem entendê-la"
Fãs e outras misses reagiram imediatamente. Júlia Horta, Miss Brasil 2019, escreveu na postagem feita no Instagram que:
"Você é uma inspiração pra todos e todas nós! Eu tenho muuuuito orgulho de você e do seu reinado".
A Natália Guimarães, apresentadora de televisão e vice-Miss Universo 2007, escreveu que:
"Fica tranquila pois o reinado mais lindo você fez e na verdade ele nunca se encerra! Você nos encheu de orgulho e marcou pra sempre nossos corações! E o melhor é que tudo está apenas começando, pode ter certeza".
A campeã do Miss Brasil 2013, Jakelyne Oliveira, também foi uma de dezenas que se manifestou.
"Que notícia triste, Julia Gama, mas não se abale com isso, pois você representou nosso país lindamente e temos muito orgulho de toda sua trajetória! Você brilhará muito mais e nada e nem ninguém conseguirá apagar o seu brilho. Nossa eterna Miss Brasil 2020 e vice-Miss Universo 2020"
Também houve reações na imprensa. A Revista Quem entrou em contato com Gama e a Organização logo em seguida e conseguiu uma primeira manifestação de Marthina Brandt, Miss Brasil 2015 e diretora do concurso, que explicou que o "desconvite" aconteceu porque Gama:
"Descumpriu uma série de regras ao longo do ano, regras que ela tinha conhecimento por contrato, que ela aceitou quando aceitou ser miss. Nosso contrato é uma extensão do contrato do Miss Universo e ela sabia das regras do concurso."
O colunista Hugo Gloss, do UOL, conversou exclusivamente com Gama também horas depois do anúncio, tendo ela dito que sua posição política contra o Governo de Bolsonaro e as suas declarações sobre os concursos de beleza serem machistas por não permitirem que as participantes expressem a sua opinião e possam ser casadas poderiam ser os motivos por trás da situação. Ela também disse que seu contrato havia encerrado em maio, que o convite havia sido feito em julho, que há dois meses a Organização do Miss Brasil não se comunicava com ela e que o convite havia sido desfeito apenas na semana anterior. De acordo com ela, devido a sua possível participação, ela teve perdas financeiras por ter cancelado compromissos de agenda e até comprado os bilhetes para participar do cruzeiro, o evento aconteceria em um navio da MSC Preziosa, no temático "Vumbora". Ela estimou estas perdas em R$ 25 mil reais, ou cerca de US$ 4.500 dólares.
Também para o Hugo Gloss, a Organização voltou a explicar que o "desconvite" se deu porque Gama descumpriu cláusulas do contrato.

## Curiosidades
- Seis brasileiras conquistaram o segundo lugar em uma edição do Miss Universo: a baiana Martha Rocha (1954), a amazonense Terezinha Morango (1957), a fluminense Adalgisa Colombo (1958), a gaúcha Rejane Goulart (1972), a mineira Natália Guimarães (2007) e a gaúcha Julia Gama (2020).